# 澤直美
澤  直美（さわ なおみ、1969年9月16日 - ）は、日本の女性アナウンサー、実業家。元北日本放送アナウンサーで、現在は、石川県金沢市の株式会社オフィスキュー代表取締役。講演・研修・取材・企画制作・人材教育に尽力。起業家。富山県高岡市出身。アドバンス社アナウンススクール講師。

## 経歴
立命館大学産業社会学部卒業後、1992年に北日本放送へ入社した。同期入社のアナウンサーは、木下一哉、武道優美子。
1998年に起業し、金沢市を拠点に声優・アナウンスの養成所を開校するとともにフリーアナウンサーとして活動を開始した。
2004年以降、自治体や企業、教育機関で、人材育成、マナー等の講義を担当する。2013年に法人化し、北陸新幹線開業に向けた地域としての接遇力の底上げに尽力する。
株式会社オフィスキュー（札幌市のクリエイティブオフィスキューとは無関係）を設立した。

## 現在
- 株式会社オフィスキュー 代表取締役
- アナウンススクール金沢代表
- 株式会社アドバンス社 アナウンススクール講師
- 株式会社フェローズアナウンススクール講師
- 電話応対技能検定、電話応対コンクール 、企業電話応対コンテスト審査委員
- 厚生労働省 就職ガイダンス講師
- 国際ビジネス学院 非常勤講師
- テレコムサービス協会北陸支部　ビジネスセミナー
- 劇団:表現集団tone!tone!tone!統括

## 過去の主な担当番組
テレビ（北日本放送時代）KNBニュースプラス1
- Jリーグ開幕節の1993年春、ローカル枠のスポーツニュース担当となり、以降3年間、地域のスポーツ取材に当たった。

テレビ（同社退社後）
- テレビ金沢　じゃんけんぽんでコーナー枠を単発で担当した。1998年秋。

ラジオ（同社退社後）エフエム石川　ニュース・リポート担当。